# Defense Support Program

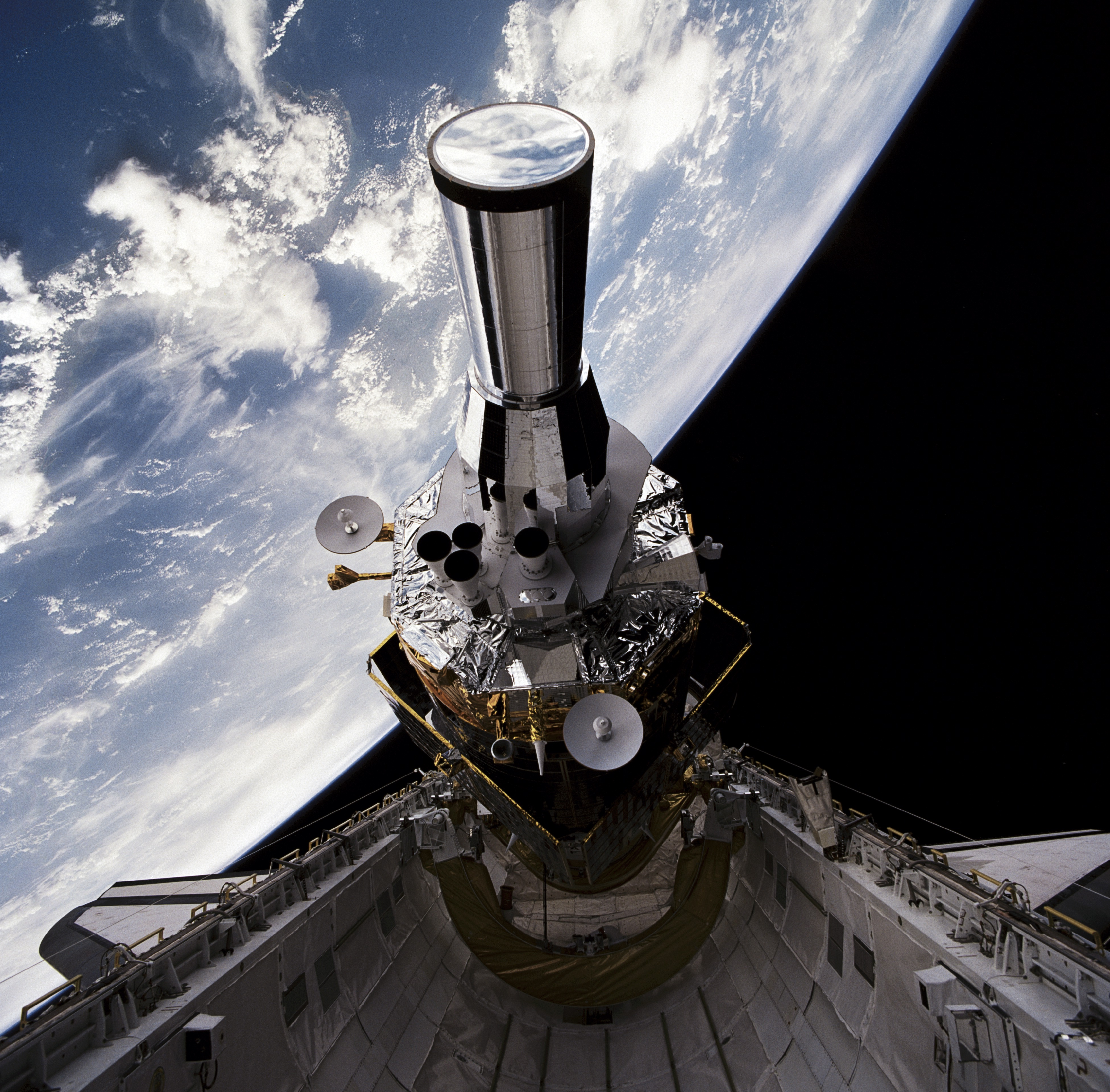
Posizionamento in orbita attraverso lo Space Shuttle Atlantis, del DSP-16 nel 1991

Il DSP è una Costellazione satellitare americana di allarme precoce.

## Caratteristiche
Il programma di supporto alla difesa (DSP), fornisce un allarme precoce sui missili balistici ed è una parte fondamentale dei sistemi di allarme rapido del Nord America e di teatro.
È in grado di rilevare lanci di missili e detonazioni nucleari e inizialmente era destinato a monitorare l'esercito sovietico. È stato ampiamente utilizzato durante la Guerra del Golfo del 1991 per rilevare i lanci di missili dal teatro iracheno contro le forze della coalizione e gli alleati nella regione.
Il 23º e ultimo satellite DSP è stato lanciato nel dicembre 2007 ma ha funzionato male e ha iniziato a spostarsi fuori dall'orbita prevista l'anno successivo.
Il Block V è l'ultima variante ed è più resistente rispetto ai predecessori. Include un sensore ad infrarosso a lunghezza d'onda media per una maggiore utilità di missione e può ospitare 6.000 rilevatori. Nove satelliti del Block V sono stati immessi in orbita tra il 1989 e il 2007.
Il controllo della rete è gestito dal 11th Space Warning Squadron, Space Delta 4, Buckley Space Force Base, in Colorado. Lo SBIRS è integrato con DSP, ne aumenta le caratteristiche ed è progettato per sostituire eventualmente la costellazione in orbita.
Le costellazioni hanno consentito congiuntamente il rilevamento precoce dei missili balistici lanciati dall’Iran contro le forze statunitensi ad Al Asad AB, in Iraq, il 7 gennaio 2020, riducendo al minimo le vittime.

## Sistemi Esistenti
La costellazione è così costituita:
- DSP 1 (Phase 1) - Lanciato nel 1970, in orbita e non operativo.
- DSP 2 (Phase 1) - Lanciato nel 1971, in orbita e non operativo.
- DSP 3 (Phase 1) - Lanciato nel 1972, in orbita e non operativo.
- DSP 4 (Phase 1) - Lanciato nel 1973, in orbita e non operativo.
- DSP 5 (Phase 2) - Lanciato nel 1975, in orbita e non operativo.
- DSP 6 (Phase 2) - Lanciato nel 1976, in orbita e non operativo.
- DSP 7 (Phase 2) - Lanciato nel 1977, in orbita e non operativo.
- DSP 8 (Phase 2 MOS/PIM) - Lanciato nel 199, in orbita e non operativo.
- DSP 9 (Phase 2 MOS/PIM) - Lanciato nel 1981, in orbita e non operativo.
- DSP 10 (Phase 2 MOS/PIM) - Lanciato nel 1982, in orbita e non operativo.
- DSP 11 (Phase 2 MOS/PIM) - Lanciato nel 1984, in orbita e non operativo.
- DSP 12 (Phase 2 Upgrade) - Lanciato nel 1984, in orbita e non operativo.
- DSP 13 (Phase 2 Upgrade) - Lanciato nel 1987, in orbita e non operativo.
- DSP 14 (Phase 3) - Lanciato nel 1989, in orbita e non operativo.
- DSP 15 (Phase 3) - Lanciato nel 1990, in orbita e non operativo.
- DSP 16 (Phase 3) - Lanciato nel 1991, in orbita e non operativo.
- DSP 17 (Phase 3) - Lanciato nel 1994, in orbita e non operativo.
- DSP 18 (Phase 3) - Lanciato nel 1997, in orbita ed operativo.
- DSP 19 (Phase 3) - Lanciato nel 1999, in orbita ed operativo.
- DSP 20 (Phase 3) - Lanciato nel 2000, in orbita ed operativo.
- DSP 21 (Phase 3) - Lanciato nel 2001, in orbita ed operativo.
- DSP 22 (Phase 3) - Lanciato nel 2004, in orbita ed operativo.
- DSP 23 (Phase 3) - Lanciato nel 2007, in orbita e non operativo.
- DSP 24 (Phase 3) - Cancellato